# Lampe à induction

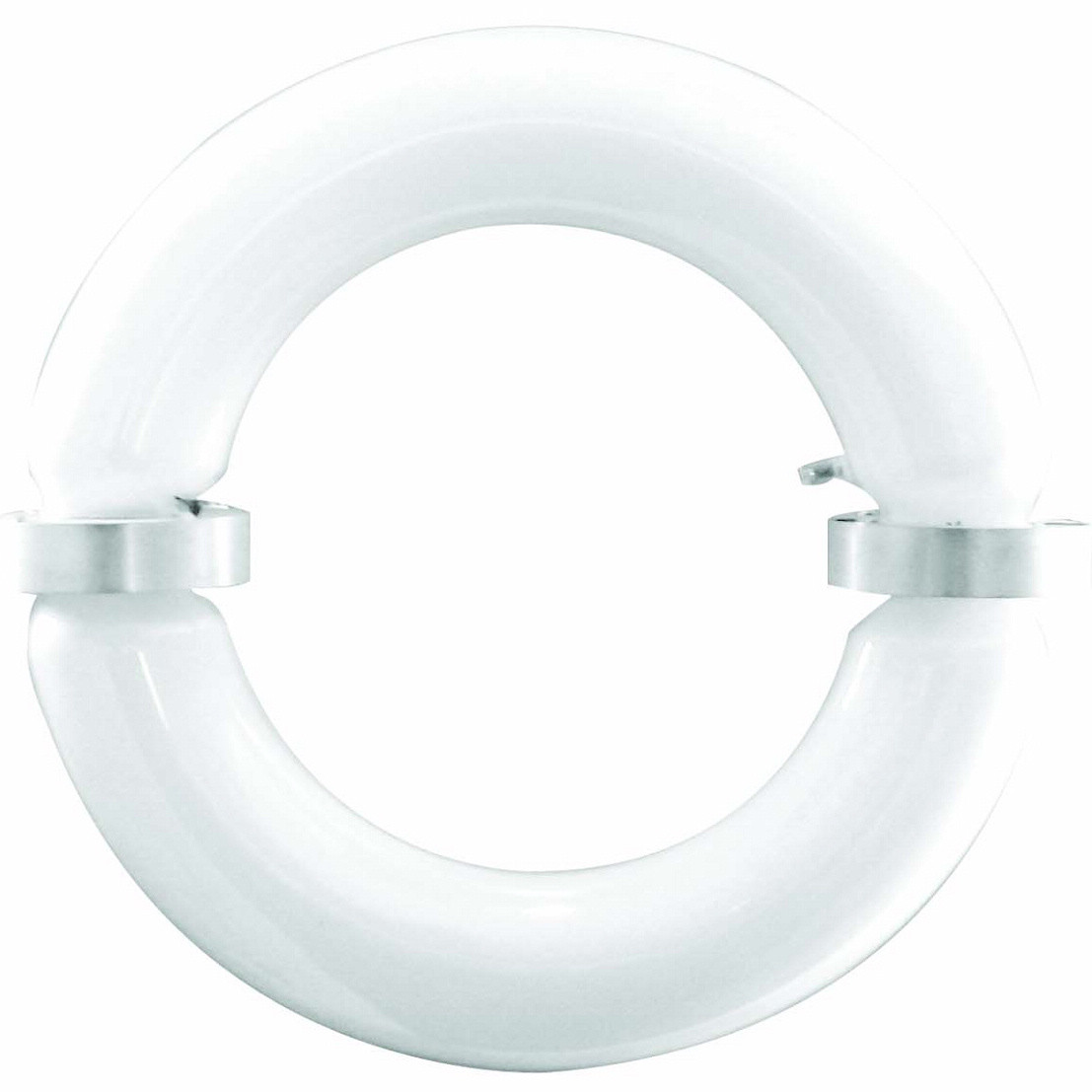
lampe à induction à basse fréquence

Une lampe à induction est un type de lampe utilisant un rayonnement électromagnétique pour produire de la lumière.

## Théorie
La lampe à induction est composée d'un ballast, d'une boucle de couplage et de l’ampoule elle-même.
Le ballast génère des signaux électriques à haute fréquence qui circulent ensuite à l'intérieur de l'ampoule, induisant un champ électromagnétique. En traversant du mercure aériforme (en phase gazeuse), le champ électrique ionise ce dernier et produit un rayonnement ultra-violet. Finalement, le rayon ultra-violet excite le luminophore, qui ré-émet la lumière dans la gamme des longueurs d'onde visibles.

## Caractéristiques
- Sans fil, sans électrodes.
- Durée de vie supérieure à 60 000 heures[1].
- Bon rendement, la lampe à induction à haute fréquence produit 60 Lm/W, la lampe à induction basse fréquence 80 Lm/W.
- IRC (Indice de rendu de couleur) ≥ 80, ce qui est bon sachant que la lumière du soleil a par définition un IRC de 100.
- Large plage de tensions, de 185V à 225V.
- Fréquence de 230 kHz à 2.65 MHz, sans effet stroboscopique.
- Faible déperdition lumineuse dans le temps, le flux lumineux se maintient à 80 %.
- Démarrage redémarrage instantanés ne dépassant pas 0.5 seconde.
- Démarrage à basse température. La lampe démarre et fonctionne bien sous 25 °C[réf. nécessaire].
- Le facteur de puissance dépasse 0.95.

## Différences entre les technologies
Il existe deux types de lampes à induction : la lampe à induction basse fréquence et la lampe à induction haute fréquence.
Le principe de fonctionnement est le même dans les deux cas.

### Tableau comparatif
|                                | haute fréquence                    | basse fréquence                                            |
| ------------------------------ | ---------------------------------- | ---------------------------------------------------------- |
| fréquences                     | 2,65 MHz                           | 230 kHz ou 140 kHz                                         |
| efficacité (pour un IRC de 80) | 60 Lm/W                            | 80 Lm/W                                                    |
| puissance                      | 15 - 185 W                         | 15 - 400 W                                                 |
| configuration                  | boule, cylindrique, ampoule Edison | boule, cylindrique, rectangle, annulaire et ampoule Edison |

### Autres remarques
- Aujourd’hui, la lampe à induction 140 kHz apparaît dans quelques pays.
- Une fréquence plus basse est associée à une plus longue durée de vie. Ce qui semble être la tendance dans le développement de la lampe à induction.
- À puissance égale, l’efficacité de la lampe basse fréquence est supérieure à celle de la lampe haute fréquence.
- Quelques sociétés sont en train de développer une lampe à induction haute fréquence 300 W, mais on ne trouve pas encore ce genre de produits sur le marché.
- À présent, la lampe à induction à basse fréquence de 400 W est déjà fabriquée.
- Plus basse est la fréquence, plus difficile sera le démarrage pour la lampe à induction.
- La chaleur d'une lampe à induction à basse fréquence est moindre que celle d'une lampe à haute fréquence.
- À présent, l’effet d'éclairage de la lampe à induction à basse fréquence de 200 W est équivalente à celle de la lampe halogène 400 W.

## Lieux d’application
Ces lampes sont essentiellement utilisées dans les endroits où le remplacement des lampes est difficile et le coût de maintien des lampes est cher : usines, ateliers, bibliothèques, salles des fêtes, grands magasins, tunnels, gares, éclairages publics, etc.  mais leur coût d'achat reste un frein à leur utilisation.